# Krzysztof Włodarczyk (Bischof)

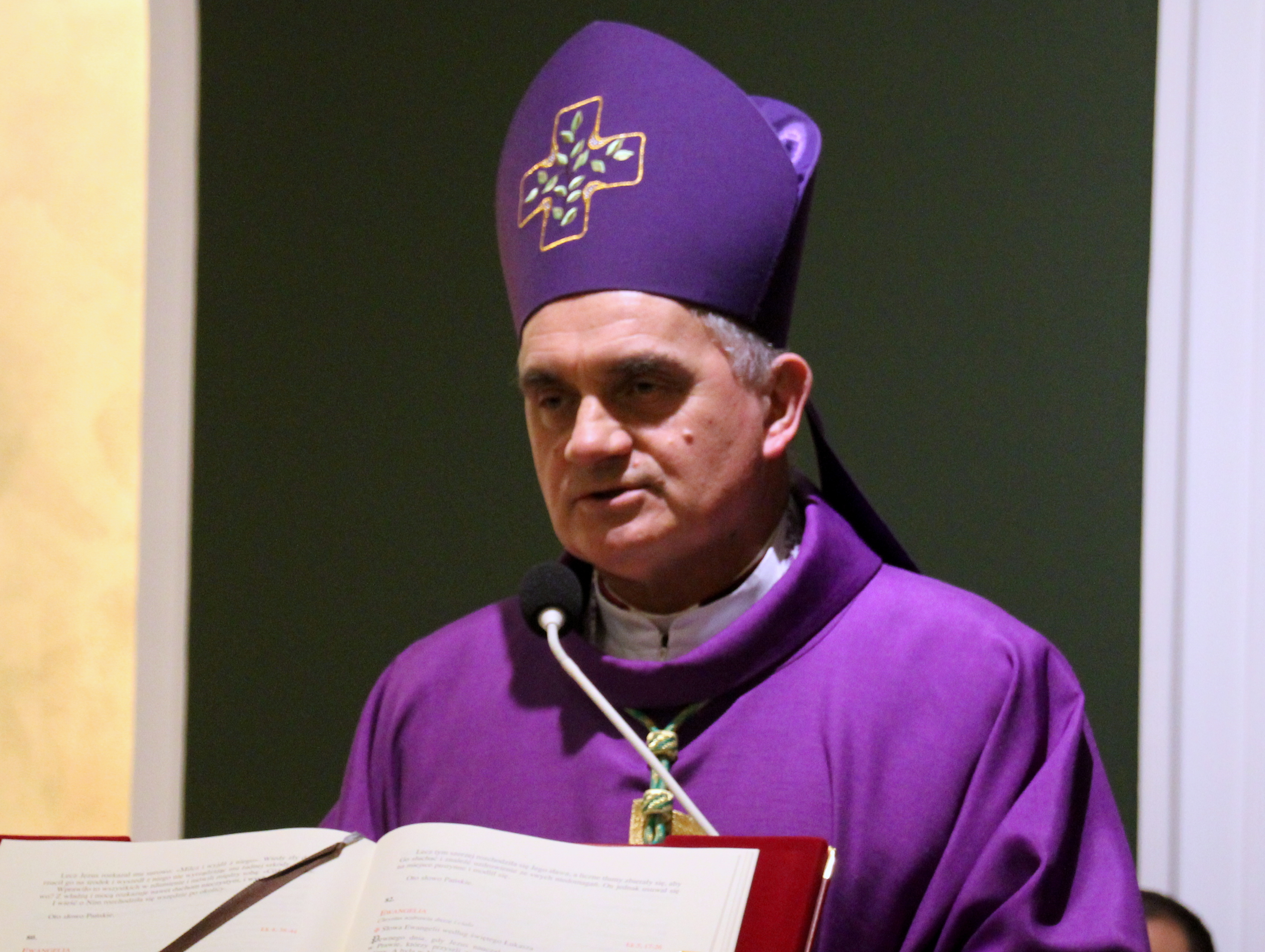
Krzysztof Włodarczyk (2023)

Wappen von Krzysztof Włodarczyk als Weihbischof

Krzysztof Stefan Włodarczyk (* 25. Februar 1961 in Sławno) ist ein polnischer Geistlicher und römisch-katholischer Bischof von Bydgoszcz.

## Leben
Krzysztof Włodarczyk besuchte die Grundschule in Sławno und erlangte 1981 das Abitur. Anschließend studierte er Philosophie und Katholische Theologie am Priesterseminar in Koszalin. Er empfing am 22. Juni 1986 im Kolberger Dom durch den Weihbischof in Koszalin-Kołobrzeg, Tadeusz Werno, die Diakonen- und am 21. Juni 1987 in der Kirche Mariä Geburt in Szczecinek durch den Bischof von Koszalin-Kołobrzeg, Ignacy Jeż, das Sakrament der Priesterweihe für das Bistum Koszalin-Kołobrzeg.
Włodarczyk war nach der Priesterweihe zunächst als Pfarrvikar der Pfarrei Mutter Gottes von Częstochowa in Lipie tätig, bevor er 1988 Leiter des Exerzitienhauses in Iłowiec wurde. Anschließend leitete er das Diözesanzentrum für Spiritualität (1989–1998) und das Diözesanbüro für Familienpastoral (1990–2005). Daneben setzte Włodarczyk seine Studien an der Theologischen Fakultät in Posen fort und erwarb 1995 ein Lizenziat im Fach Katholische Theologie. Zusätzlich wirkte er von 1995 bis 2001 als Ehebandverteidiger und als Richter am Kirchengericht des Bistums Koszalin-Kołobrzeg. Außerdem war er von 1993 bis 1995 für die Bewegung Luce-Vita im Bistum Koszalin-Kołobrzeg verantwortlich und koordinierte von 2000 bis 2005 die Gründung des Diözesanzentrums für Aus- und Weiterbildung, dessen Direktor er später wurde. Zudem war er Kirchlicher Assistent der Gemeinschaft Kinder der Gnade Gottes und engagierte sich in der Nüchternheitspastoral. 2005 wurde er an der Kardinal-Stefan-Wyszyński-Universität Warschau bei Bronisław Mierzwiński mit der Arbeit Model duchowości małżeńskiej i rodzinnej we współczesnych ruchach rodzinnych w Polsce („Modell der Ehe- und Familienspiritualität in zeitgenössischen Familienbewegungen in Polen“) zum Doktor der Theologie promoviert. Nachdem Włodarczyk von 2006 bis 2007 kurzzeitig als Subregens des Priesterseminars in Koszalin fungiert hatte, wurde er Direktor des Diözesanbüros für die Pastoral und erneut Richter am Kirchengericht des Bistums Koszalin-Kołobrzeg. Darüber hinaus gehörte er dem Priesterrat und dem Konsultorenkollegium des Bistums an. Bereits ab 2002 war er zusätzlich Kanoniker am Kollegiatstift in Piła und ab 2008 auch Diözesankoordinator der Stiftung Werk des neuen Jahrtausends. Papst Benedikt XVI. verlieh ihm den Ehrentitel Päpstlicher Ehrenkaplan.
Am 7. Mai 2016 ernannte ihn Papst Franziskus zum Titularbischof von Surista und bestellte ihn zum Weihbischof in Koszalin-Kołobrzeg. Die Bischofsweihe spendete ihm der Bischof von Koszalin-Kołobrzeg, Edward Dajczak, am 11. Juni desselben Jahres im Kolberger Dom. Mitkonsekratoren waren Tadeusz Werno und Paweł Cieślik, emeritierte Weihbischöfe in Koszalin-Kołobrzeg. Sein Wahlspruch Łaska miłosierdzie pokój („Gnade, Barmherzigkeit, Frieden“) stammt aus 1 Tim 1,2 .
Am 21. September 2021 bestellte ihn Papst Franziskus zum Bischof von Bydgoszcz. Die Amtseinführung fand bereits eine Woche später statt.
In der Polnischen Bischofskonferenz fungiert Włodarczyk zudem als Delegierter für die Bewegung Luce-Vita. Außerdem gehört er dem Familienrat und der Arbeitsgruppe für die Nüchternheitspastoral sowie dem Aufsichtsrat der Caritas in Polen an. Überdies ist er seit 2022 Großprior des Lazarus-Ordens in Polen.

## Wappen
Das Grundelement des Wappens von Krzysztof Włodarczyk besteht aus einer geöffneten Rose und steht für die Gottesmutter Maria. Im Zentrum der Rose ist ein Christusmonogramm abgebildet. Die das Monogram umgebende Dornenkrone stellt einen Verweis auf die Passion Jesu dar.

## Schriften
- Model duchowości małżeńskiej i rodzinnej we współczesnych ruchach rodzinnych w Polsce. Kardinal-Stefan-Wyszyński-Universität, Warschau 2005.
- Ruchy rodzinne w Polsce. In: Duchowość w Polsce. Nr. 18, 2016, OCLC 998796833, S. 76–88.